# 玛格达莱娜·姆罗奇凯维奇
玛格达莱娜·姆罗奇凯维奇（波蘭語：Magdalena Mroczkiewicz，1979年8月28日—），波兰女子击剑运动员。她曾代表波兰参加2000年和2008年夏季奥林匹克运动会击剑比赛，其中2000年奥运会获得一枚银牌。